# Ofelia (Hamlet)

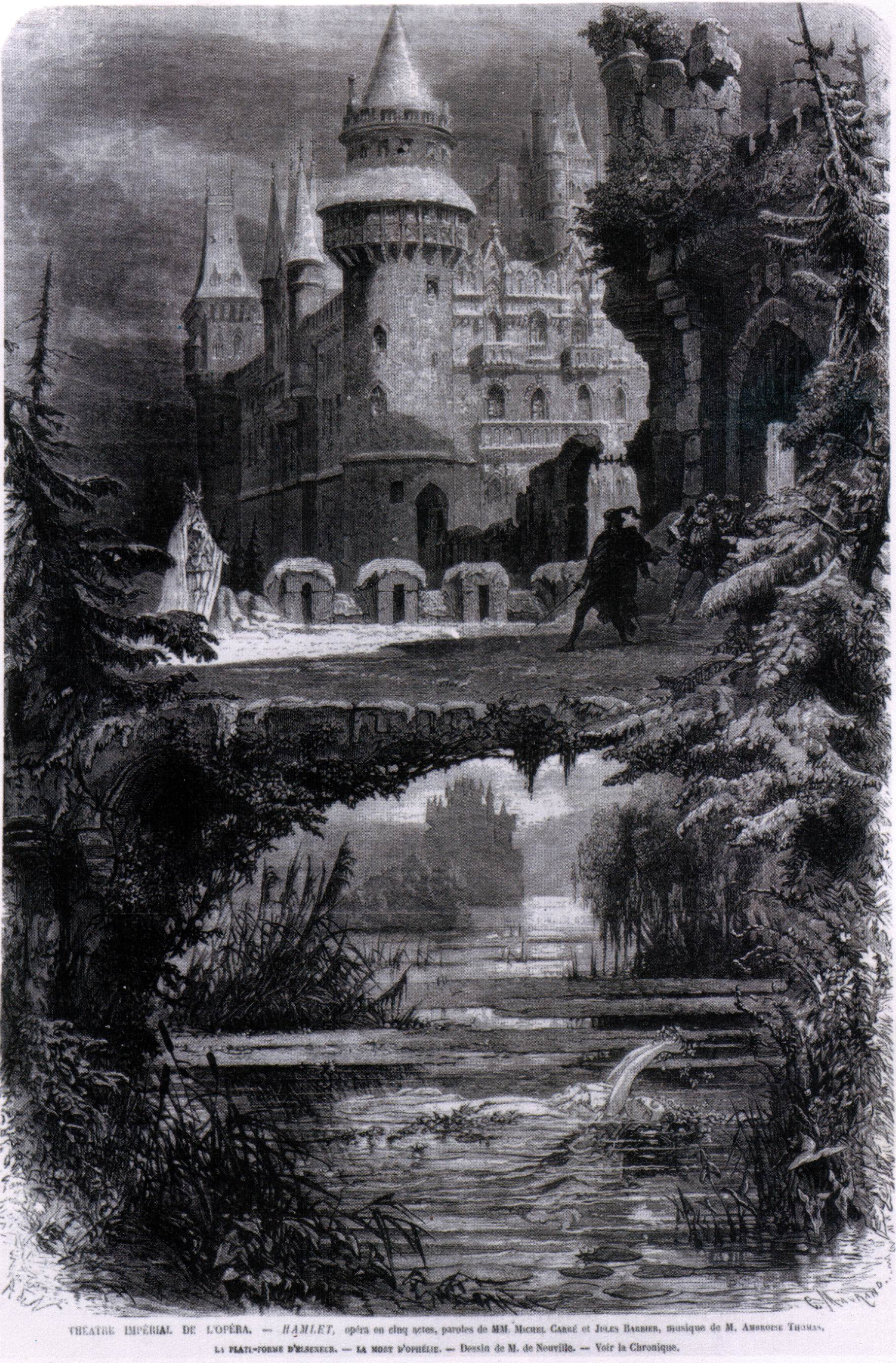
Ofelias död, scener från operan Hamlet, gravyr 1863 av Charles Maurand.

Ofelia (från grekiskans Ὀφέλας och betyder "hjälp") är en tragiska hjältinna i pjäsen Hamlet av William Shakespeare. Namnet Ofelia är ett ovanligt förnamn eftersom det förknippas med denna tragiska hjältinna.
I pjäsen är Ofelia kammarherren Polonius dotter och Hamlets älskade, men Hamlet behandlar henne illa. Ofelia blir galen och antingen drunknar eller dränker sig.
Hamlet, som är prins av Danmark, sticker ned kammarherren Polonius, som, bakom en gardin, avlyssnar en konversation där han för sin mor avslöjar sina misstankar mot kungen. Claudius, kung av Danmark och Hamlets farbror, förstår att Hamlet är honom på spåren och skickar honom till England för att dödas – på vägen överfalls de dock av pirater och Hamlet lyckas återvända hem. Under tiden har Ofelia, Polonius dotter, som har blivit galen, dränkt sig själv i förtvivlan över faderns död. Laertes, Polonius son och Ofelias bror, vill hämnas den familjetragedi Hamlet orsakat honom.

## Gallery

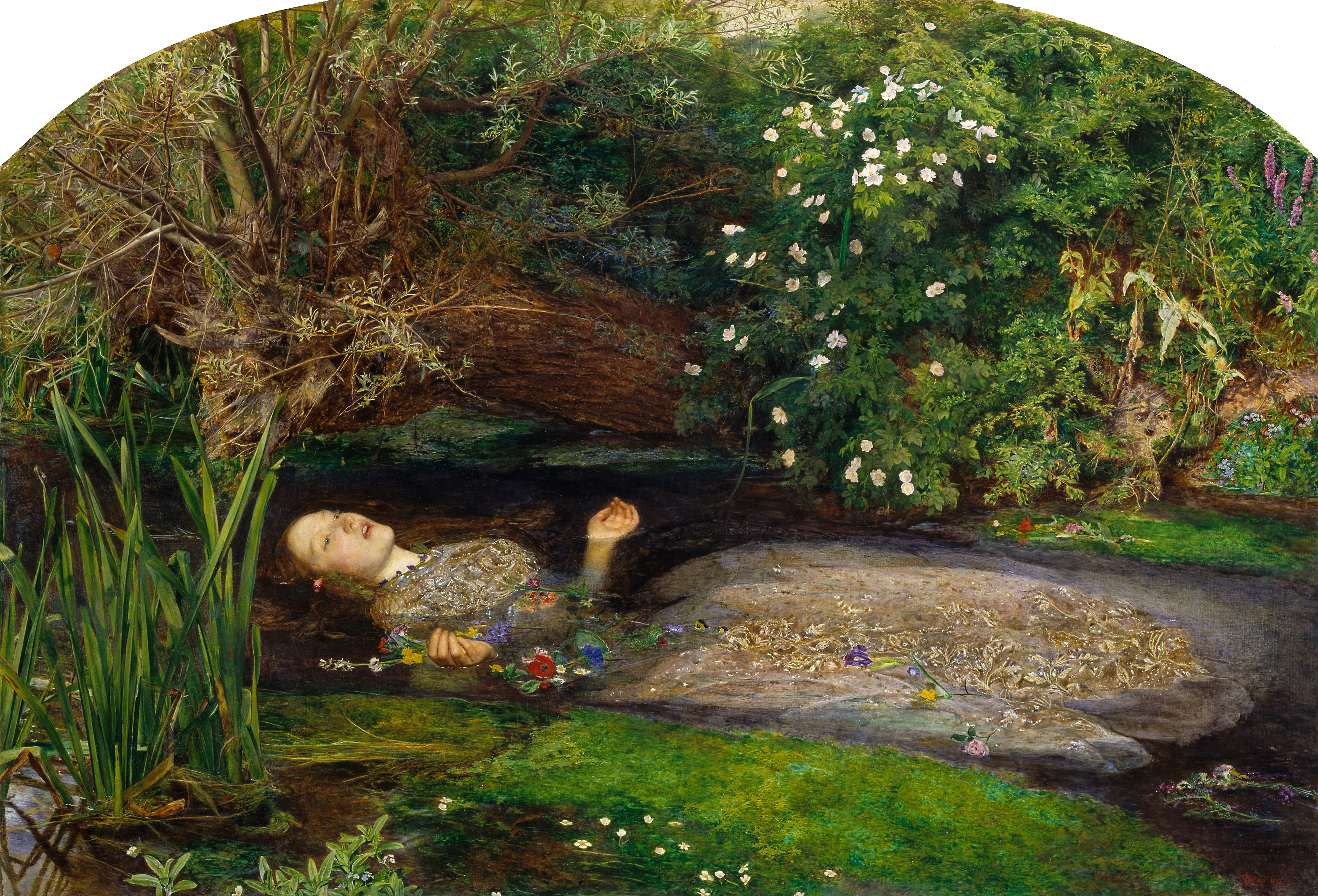
Ofelia (1852), oljemålning av Sir John Everett Millais.
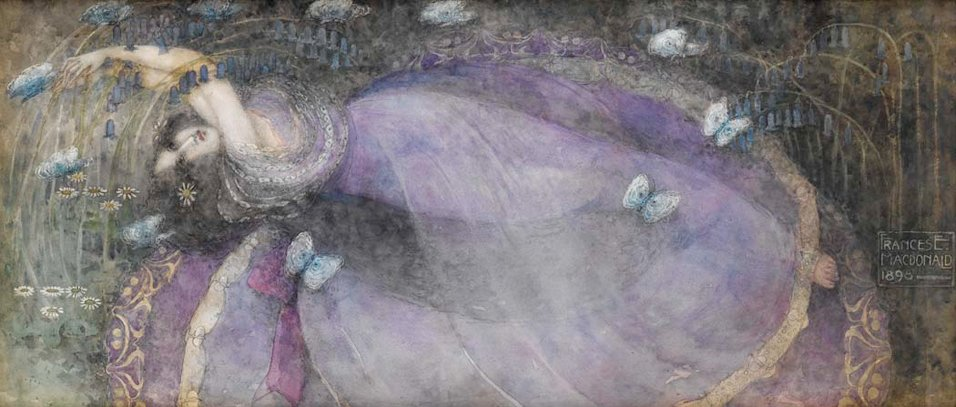
Ofelia (1898), akvarell av Frances MacDonald.